# Sergei Michailowitsch Lifar

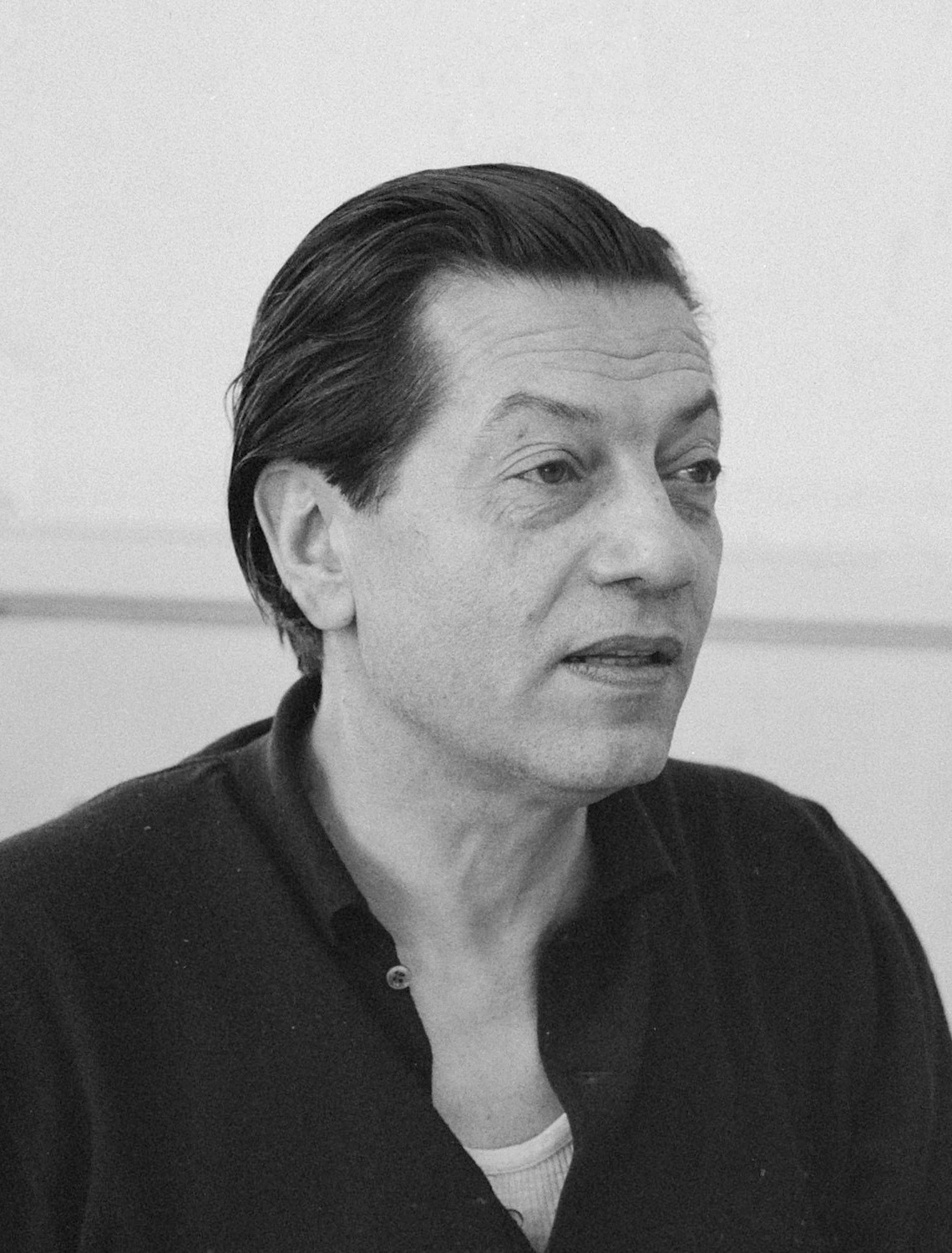
Sergei Lifar, 1961

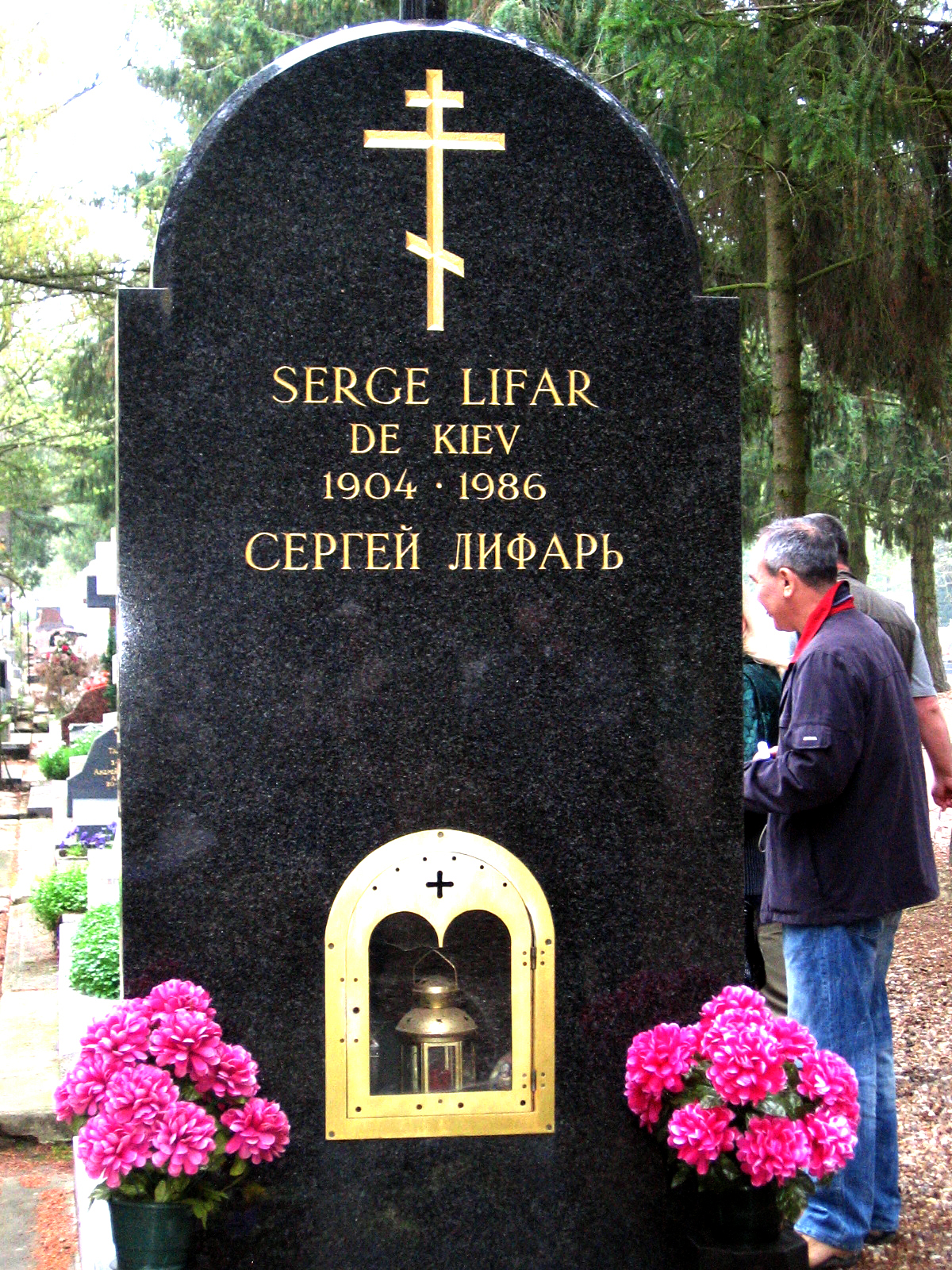
Lifars Grab auf dem russischen Friedhof von Sainte-Geneviève-des-Bois nahe Paris

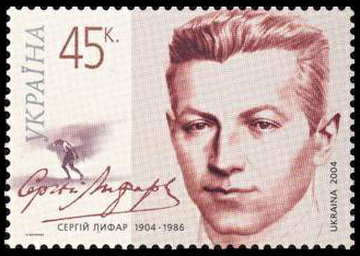
Sergei Lifar in einer ukrainischen Briefmarke von 2004

Serhij Mychajlowytsch Lyfar (auch in der französischen Form Serge Lifar, ukrainisch Сергій Михайлович Лифар, Sergei Michailowitsch Lifar russisch Сергей Михайлович Лифарь; * 2. Apriljul. / 15. April 1905greg. in Kiew, Russisches Kaiserreich, heute Ukraine; † 15. Dezember 1986 in Lausanne) war ein ukrainisch-französischer Tänzer und Choreograf. Er gilt als einer der großen Tanzstars der 1930er und 1940er Jahre. Er gehörte zu der Generation von russischen Künstlern, die nicht nur Russland und Frankreich Ruhm brachten, sondern den weiteren Entwicklungsweg des Balletts weltweit mitbestimmten.

## Leben
Sergei Lifar war der Sohn eines Beamten und begann erst im Alter von 16 Jahren mit dem Ballett. Er besuchte 1920 die Ballettklassen von Bronislava Nijinska am Opernballett in Kiew. Als Nijinska 1921 Russland verließ und in Paris wieder bei Sergei Djagilews Ballets Russes tanzte, folgte er ihr und trat 1923 in Djagilews Ensemble ein, zunächst als Tänzer, später als Choreograf. Dort nahm er weiteren Ballettunterricht bei Nicholas Legat und Enrico Cecchetti.
Seit 1932 inszenierte Lifar die Ballette des russischen Komponisten Sergei Prokofjew. Lifar stand auf der am 4. September 1945 von der Résistance-Organisation Front national veröffentlichten Liste von Kollaborateuren im französischen Kulturbetrieb. Am 5. November 1945 erhielt er ein einjähriges Berufsverbot durch die französische Commission d’Épuration wegen seines kollaborationistischen Verhaltens in den Jahren der deutschen Besatzung Frankreichs im Zweiten Weltkrieg.
Im März 1958 liefere er sich, nach Aufführung einer tänzerischen Improvisation, vor etwa 50 eingeladenen Journalisten ein Duell mit dem 73-jährigen Ballettdirektor Marquis de Cuevas, der durchaus als unernste Figur galt. Anlass des Duells war eine Nichtigkeit. Beim vierten Durchgang des Degenduells wurde Lifar sehr leicht am Arm verletzt und brach das Duell ab. Beide Teilnehmer führten darauf eine Komödie auf. Der Marquis begann laut zu schluchtzen und warf sich in die Arme seines Sekundanten, des rechtsextremen Politikers Jean-Marie Le Pen, während sich Lifar weigerte, sich einen Verband anlegen zu lassen und darauf bestand, den Marquis umarmen zu dürfen. Als die Polizei eintraf, um den Tatbestand eines verbotenen Duells aufzunehmen, waren sie noch immer umschlungen. Die Staatsanwaltschaft Mantes-la-Jolie sistierte das eingeleitete Verfahren und sprach von einer Farce ohne strafrechtliche Relevanz.
Heute gibt es in Kiew den Serhij-Lyfar-Tanzwettbewerb.

## Werke
- Sergej Lifar: Djagilev i s Djagilevym. Dom knigi, Paris 1939.
- S. Lifar: Serge Diaghilev, His Life, His Work, His Legend: An Intimate Biography. New York 1940.
- S. Lifar: Auguste Vestris. Le Dieu de la Danse. Paris 1950.
- S. Lifar: Histoire du Ballet Russe. Paris 1950.
- S. Lifar: Traité de Chorégraphie. Bordas 1952.
- Serge Lifar: A History of Russian Ballet. London 1954.
- Serge Lifar: Les Mémoires d’Icare. Paris 1993.